# ダレル・メヘンディ
ダレル・メヘンディ（Daler Mehndi, ਦਲੇਰ ਮਹਿੰਦੀ, 1967年8月18日 -）は、パンジャーブ人のインドの男性コミックシンガー。シク教徒。
パンジャーブ州の民謡「バングラ」をベースにした民謡ポップスを得意とするが、「Na Na Na Re」などヒンディー語の歌をボリウッド（ボンベイで製作されるインド映画）の挿入歌として提供したりもしている。
彼の代表曲「Tunak Tunak Tun」は、インターネットを通じて、今もなお人気を得ている。この曲は、日本においては「トゥルトゥルダダダ」、中国においては「我在東北玩泥巴」の愛称で親しまれている。
2003年11月、米国ビザ不法取得と詐欺の容疑で逮捕。警察署に出頭する際、怒った民衆が彼の車に集団で生卵をぶつけるという事件も発生している。同じくバングラ歌手のミカ・シンは彼の実弟である。
2018年、2003年当時の人身売買容疑により、パティヤーラーの裁判所に2年間の有期刑を処された。